# Top (vestuário)
Uma mulher vestindo um top branco
Um top, também conhecido como tomara-que-caia, é uma peça de roupa sem ombros e sem mangas, usada principalmente por mulheres, que envolve a parte superior do tronco. Geralmente é justo sobre os seios e geralmente usa faixas elásticas na parte superior e inferior para evitar que caia. O precursor do top foi uma roupa de praia ou peça informal de verão usada por meninas na década de 1950, que se tornou mais popular na década de 1970 e voltou à popularidade nas décadas de 1990 e 2000.
Em 2012, o estilista iraniano-israelense Elie Tahari afirmou ter ajudado a popularizar o tomara-que-caia após sua chegada a Nova Iorque em 1971. Os tops tomara-que-caia originais, como vistos por Tahari em uma fábrica de Nova Iorque administrada por Murray Kleid, eram tubos de gaze elástica, supostamente produzidos por meio de um erro de fabricação. Murray trabalhou com este produto por anos e, eventualmente, Tahari comprou tubos de Kleid, mais tarde montando sua própria fábrica para produzir tops tomara que caia em massa para atender à ampla demanda.

## Controvérsias sobre o código de vestimenta

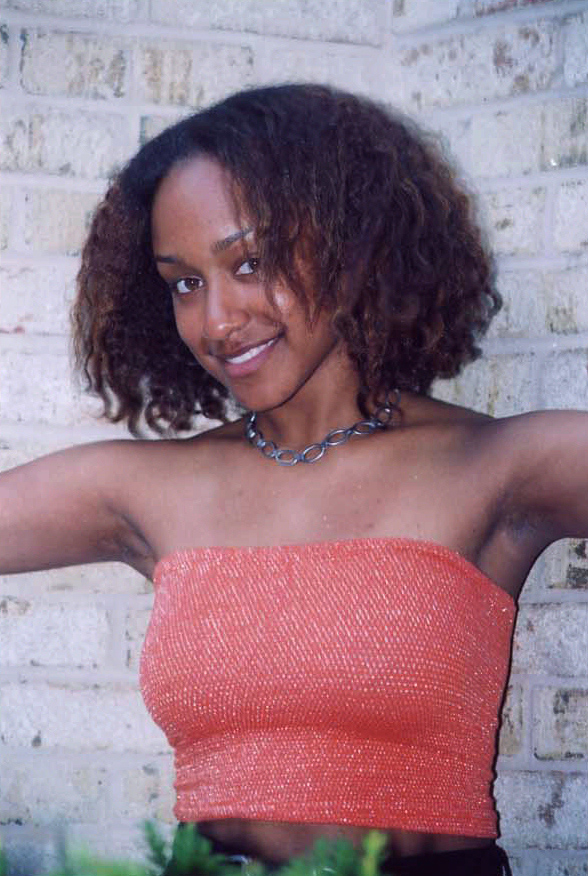
Uma mulher vestindo um tomara-que-caia

Na década de 2010, os tops foram proibidos por algumas escolas (por exemplo, o código de vestimenta de uma escola de Nova Jérsia proibiu os tops por serem "muito 'distrativos' para os meninos da oitava série"). Em 2018, os oponentes desses tipos de proibição de roupas argumentaram que eles são uma "forma de vergonha corporal" nas mulheres e não deveriam ser usados; em um distrito escolar da área da Baía de São Francisco, com base no conselho da Organização Nacional para Mulheres, os tops (junto com minissaias e outros itens anteriormente proibidos) estão sendo permitidos novamente.